# Lantawan
Lantawan est une municipalité de la province de Basilan, aux Philippines.